# Terametopon prominentinotus
Terametopon prominentinotus är en skalbaggsart som beskrevs av Yves Gomy och Vienna 1999. Terametopon prominentinotus ingår i släktet Terametopon och familjen stumpbaggar. Inga underarter finns listade i Catalogue of Life.